# Коваленков, Валентин Иванович
Валенти́н Ива́нович Ковале́нков (1884—1960) — советский учёный в области проводной связи. Член-корреспондент АН СССР. Лауреат Сталинской премии второй степени (1941). Член ВКП(б) с 1945 года.

## Биография
В. И. Коваленков родился 13 (25) марта 1884 года в деревне Межник. Окончил Петербургский электротехнический институт (1909) и Петербургский университет (1911). В 1909 году изобрёл телефонную проволочную трансляцию, в 1915 году предложил ламповый промежуточный усилитель двустороннего действия для этой трансляции. Организовал в ЛЭТИ факультет железнодорожной автоматики, телемеханики и связи (впоследствии — ЛЭТИИСС). В 1940—1948 годы — директор Института автоматики и телемеханики АН СССР, разработал и возглавил в нём Сектор (с 1948 года — самостоятельную Лабораторию по разработке научных проблем проводной связи).
Член-корреспондент АН СССР (1939). Генерал-майор инженерно-технической службы (1943).
Основные работы относятся к теории передачи в проводных линиях связи, анализу устанавливающихся процессов в них, исследованию магнитных цепей в телефонной трансляции, теории четырёхполюсников. Работал также в области кинотехники. В 1920 году им запатентовано изобретение «Говорящий кинематограф», являющееся сочетанием магнитной записи и воспроизведения звука с кинематографом. В 1922 году получил патент на «Способ фотографической записи звуковых колебаний», в котором предложил использовать в качестве модулятора света лампу накаливания. Продолжая работать в этом направлении, он в 1926 году, будучи профессором Ленинградского электро-технического института (ЛЭТИ), разработал аппарат, принцип работы которого был основан на фотографировании звуковых колебаний. Он назвал его — говорящей пишущей машинкой. Этот аппарат вместо букв печатал на специфической прозрачной светочувствительной ленте речь, музыку и другие звуки, которые воспроизводились при пропускании ленты через специальный воспроизводящий прибор. Первые испытания этого аппарата, которые прошли летом того же года, показали вполне удовлетворительные результаты.
В. И. Коваленков умер 14 июля 1960 года в Москве. Похоронен на Новодевичьем кладбище.

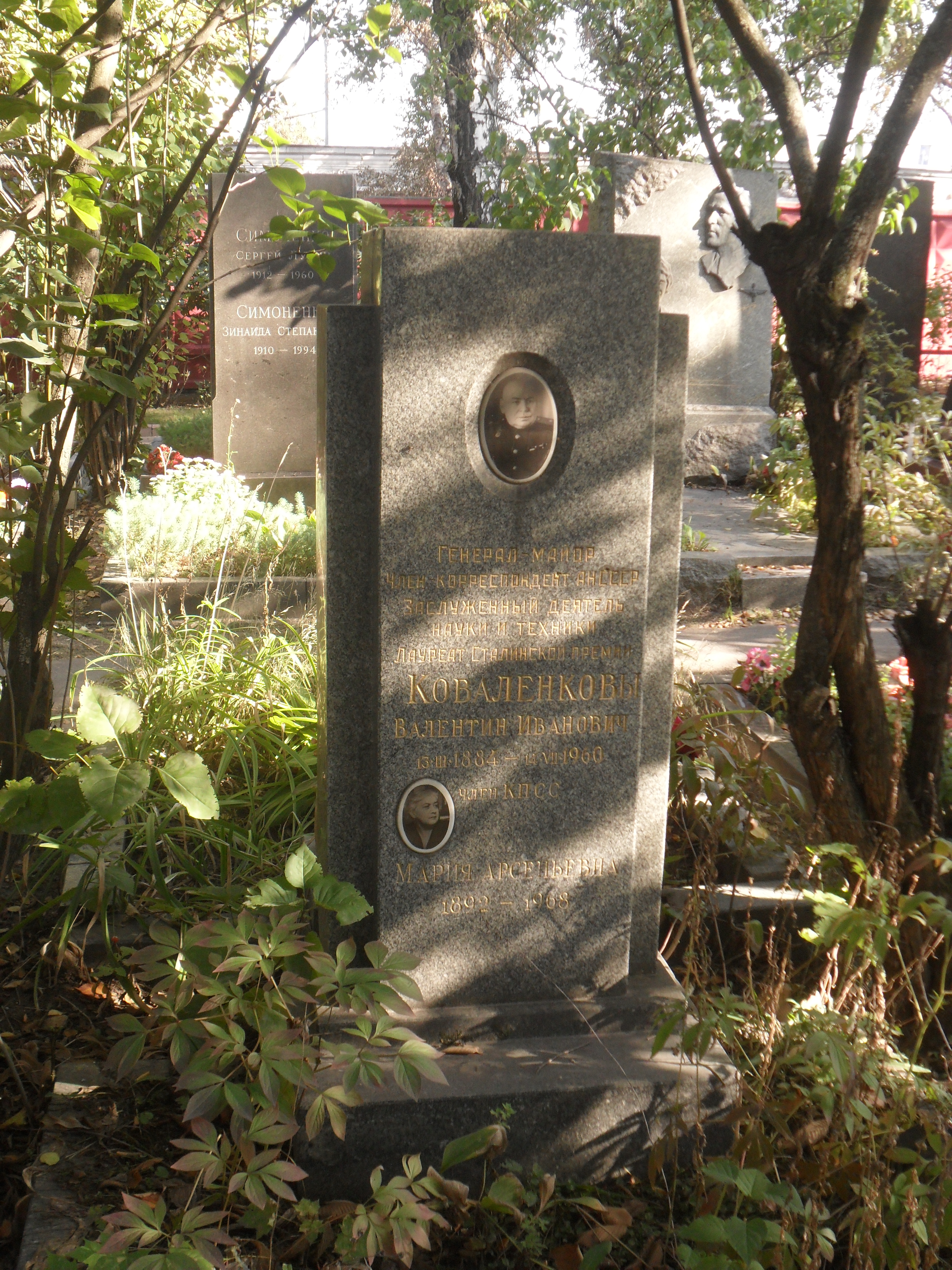
Могила Коваленкова на Новодевичьем кладбище Москвы.

## Награды и премии
- Сталинская премия II степени (1941) — за научные работы «Теория передач по линиям электросвязи» (1937—1938); «Теория электромагнитных цепей» (1939); «Основы теории магнитных цепей и применение её к анализу релейных схем» (1940)
- заслуженный деятель науки и техники РСФСР (1935)
- два ордена Ленина (10 июня 1945; 1953)
- орден Красного Знамени (1944)
- орден Трудового Красного Знамени (25 марта 1944)
- орден Красной Звезды (1936)
- медали
- нагрудный знак «Отличник РККА» (1940)